# Nyárfa-tőkegomba
A nyárfa-tőkegomba (Hemipholiota populnea) a harmatgombafélék családjába tartozó, Eurázsiában és Észak-Amerikában honos, nyárfák elhalt törzsén élő, nem ehető gombafaj.

## Megjelenése
A nyárfa-tőkegomba kalapja 8–26 cm széles, alakja domború, idősen széles domború. Felszíne fiatalon tapadós, idősebben szátazzá válik. Széle fátyolmaradványoktól rojtos. Alapszíne sárgásbarna, amelyen fehéres vagy fakó sárgásbarna, gyapjas pikkelyek láthatók. 
Húsa fehér, sérülésre nem változik. Szaga nem jellegzetes, íze kesernyés.   
Sűrű lemezei épphogy összenőnek a tönkkel; a féllemezek gyakoriak. Színük kezdetben fehéres, idősen barnássá, majd fahéjbarnává sötétednek. Fiatalon fehér színű, részleges fátyol védi őket. 
Tönkje 4–10 cm magas és 3–6 cm vastag. Alakja vaskos, bunkószerű (idővel inkább hengeressé válik). Felületét sűrűn beborítják a fehér, gyapjas pikkelyek. Tetején gallérzóna található, amelyet idős korban beboríthatnak a vörösbarna spórák.
Spórapora fahéjbarna. Spórája ellipszoid, sima, vastag falú, mérete 7–9 x 4–5 µm.

### Hasonló fajok
Hasonlíthat hozzá a gyűrűs tuskógomba, a nyálkás tőkegomba, a rozsdasárga tőkegomba, a lángszínű tőkegomba vagy a tüskés tőkegomba. 

## Elterjedése és termőhelye
Eurázsiában és Észak-Amerikában honos. Magyarországon gyakori. 
Élő vagy elhalt nyárfák törzsén, korhadó tuskóján él, azok faanyagát bontja. Sokszor a vágásfelületen jelenik meg egyesével, kisebb csoportokban vagy akár tömegesen. Augusztustól decemberig terem.  

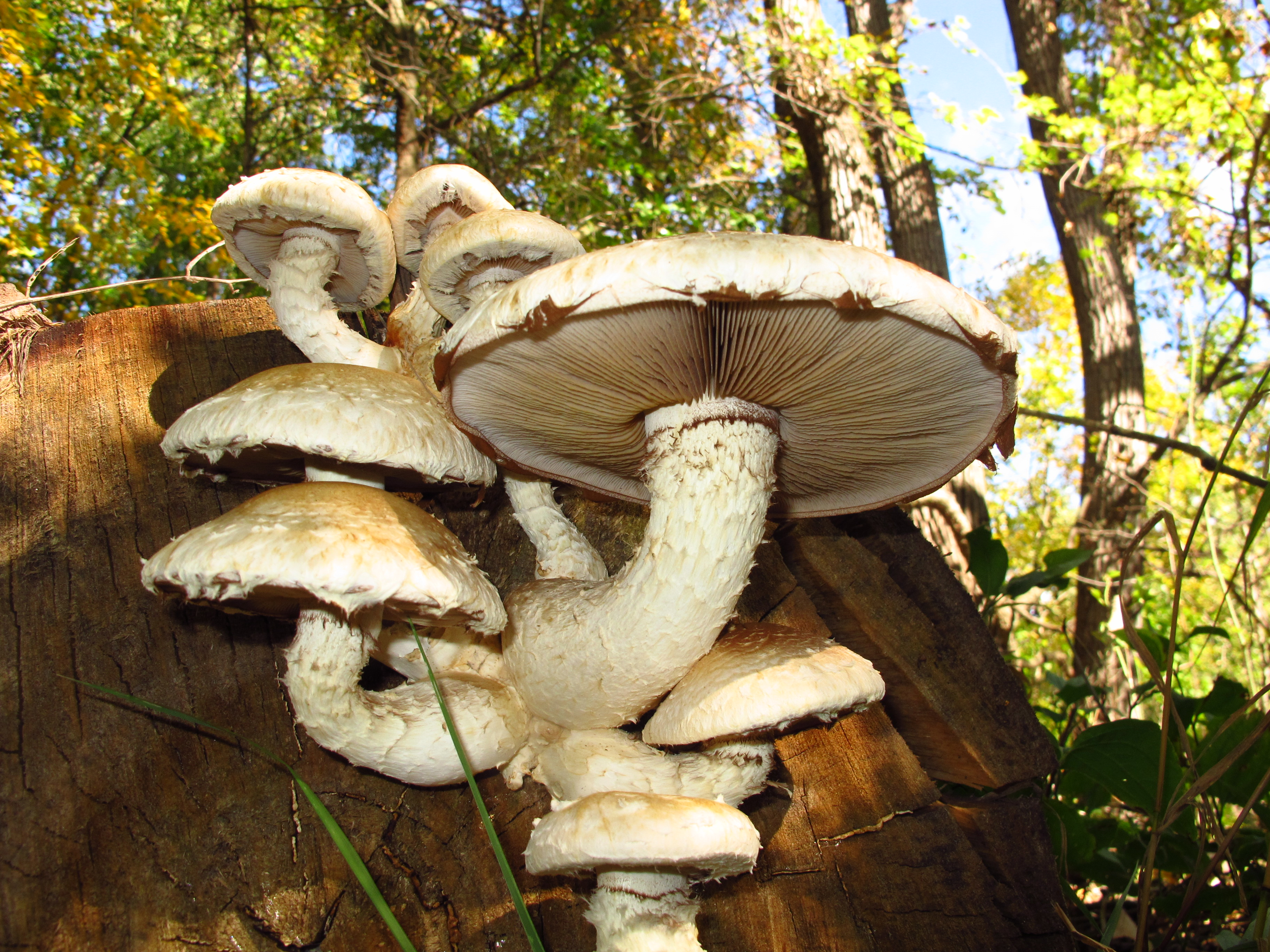
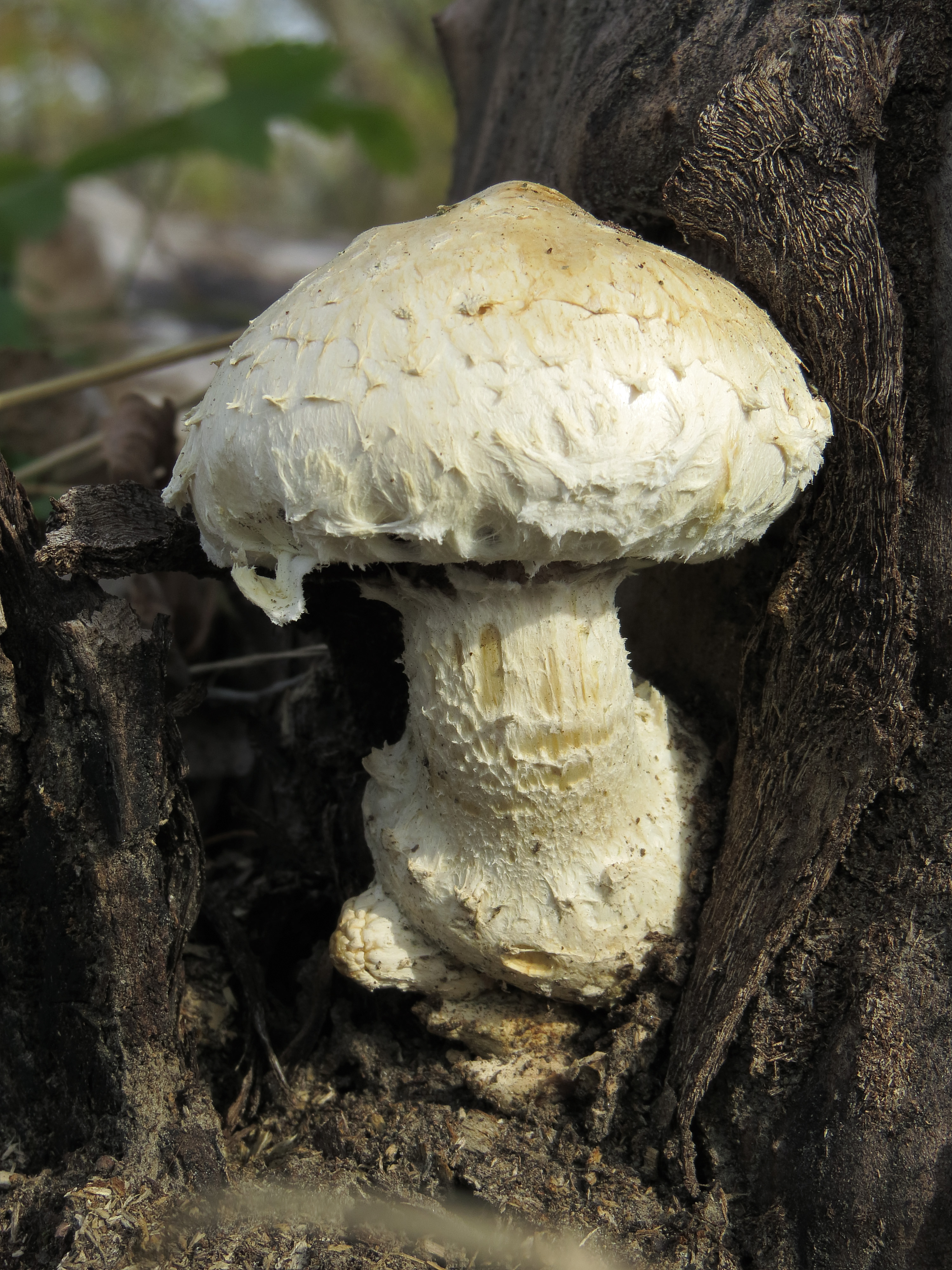
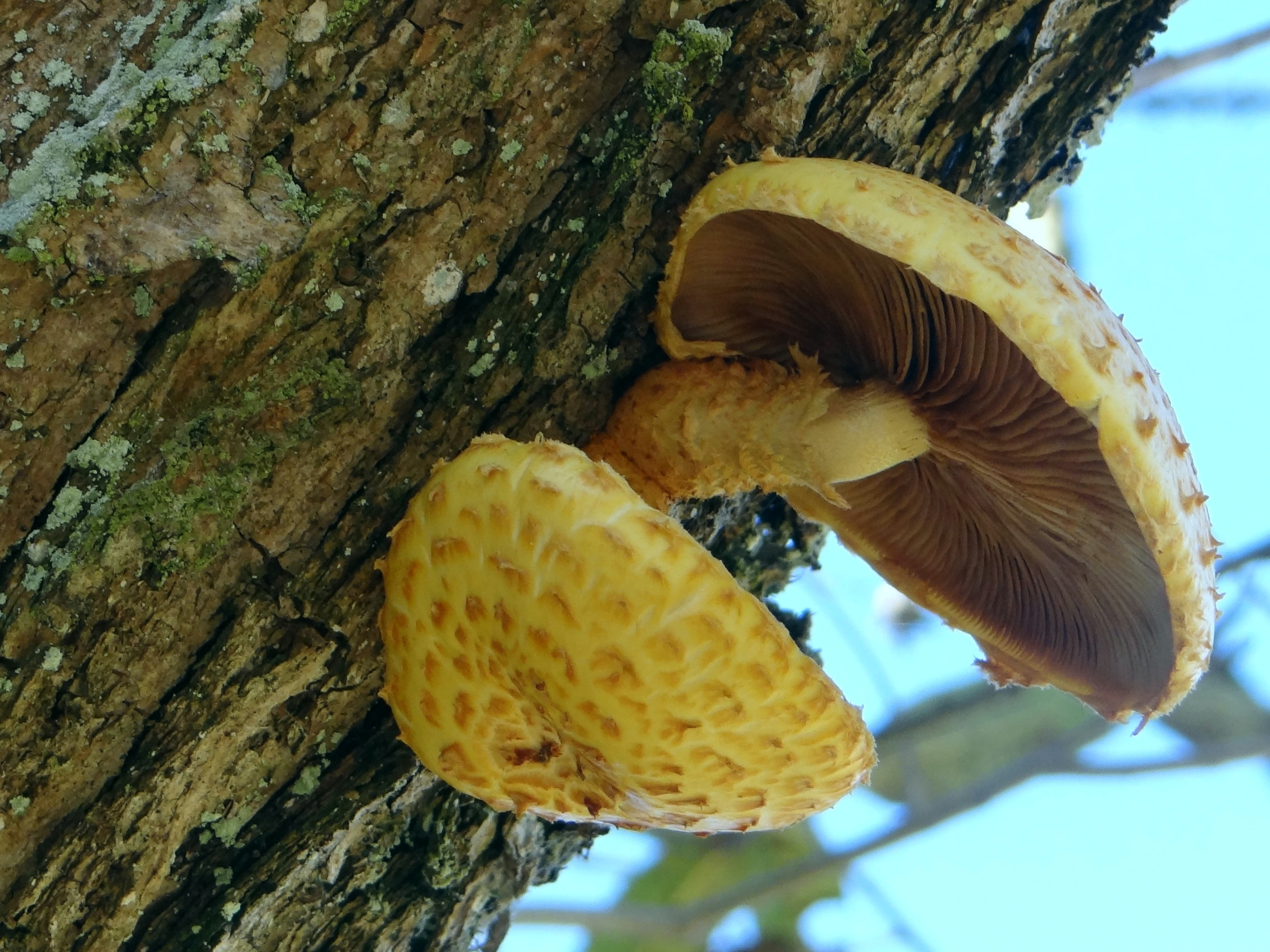
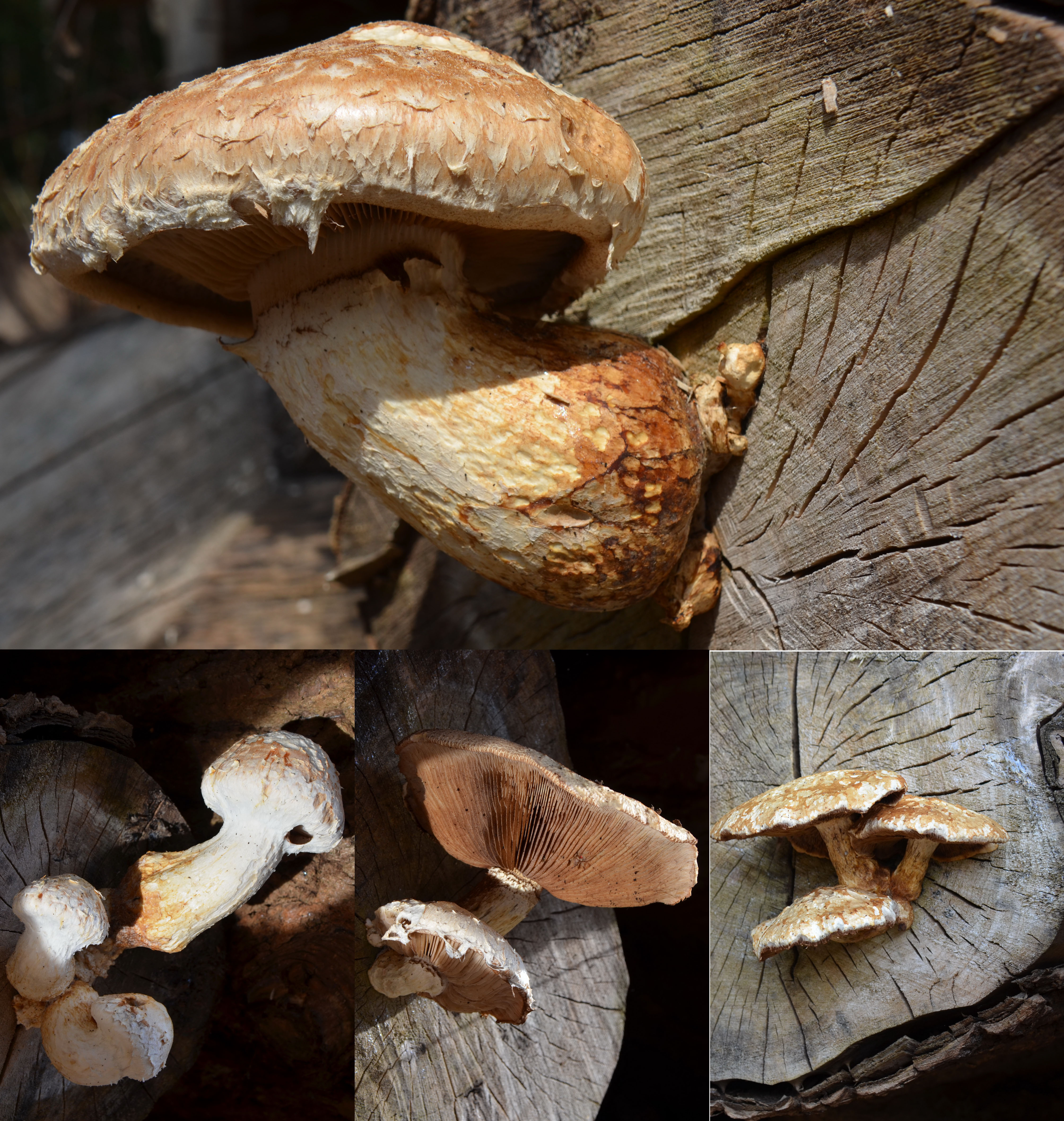
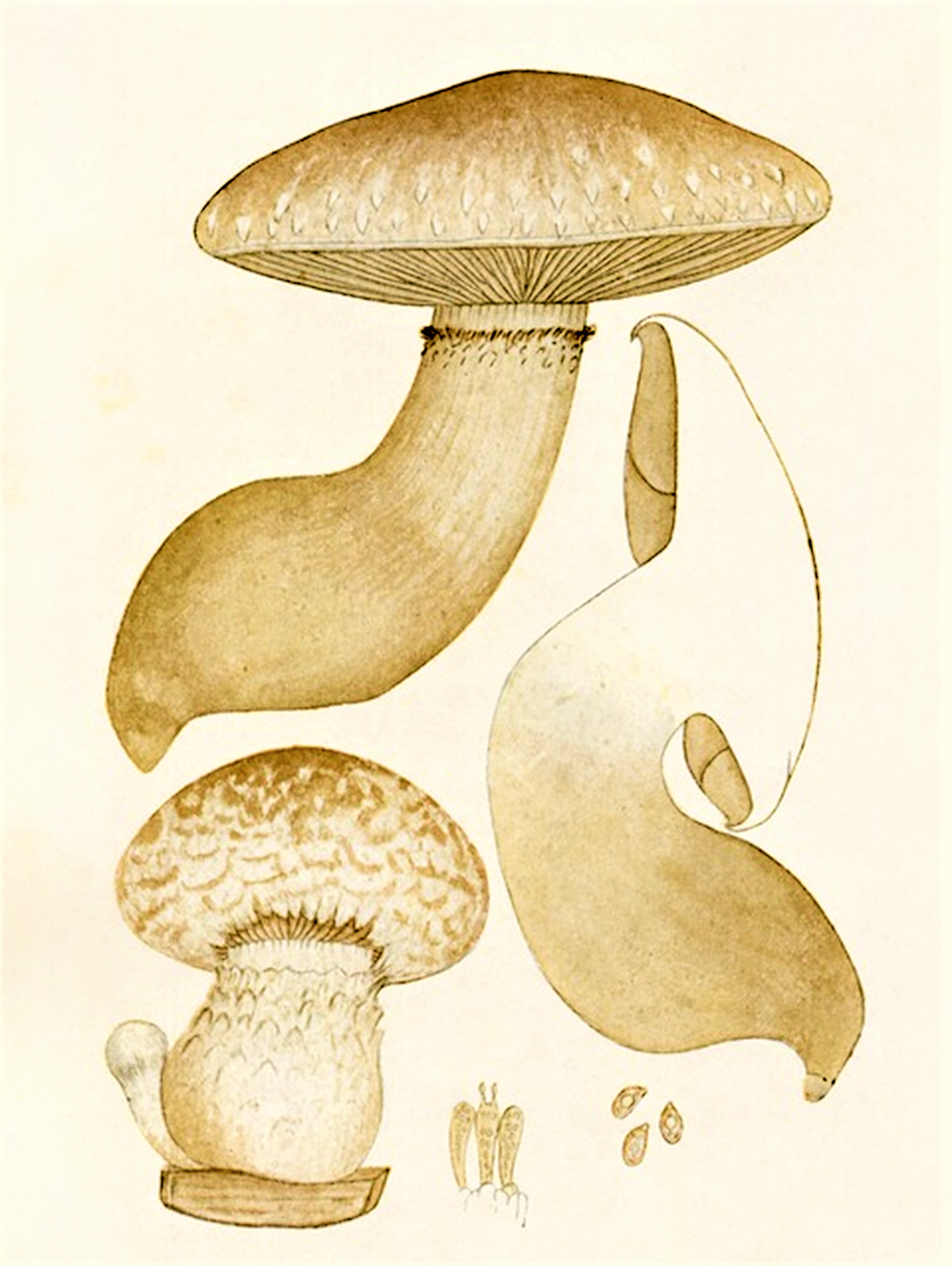

Nem ehető. 